# Sabana arbrada de miombo meridional
La sabana arbrada de miombo meridional és una ecoregió de la zona afrotròpica, definida per WWF, que s'estén discontínuament per Àfrica austral, a través de Zimbàbue, Zàmbia, Malawi i Moçambic.

## Descripció
És una ecoregió de sabana que ocupa una extensió de 408.300 quilòmetres quadrats, repartits en quatre zones principals al centre de Zimbabue, el sud-oest de Moçambic, el sud de Zàmbia i l'oest de Malawi.
Entremesclada amb la sabana arbrada de mopane del Zambeze, limita al nord amb la sabana arbrada de miombo del Zambeze central, al nord-oest amb la prada inundada del Zambeze, a l'oest amb la sabana arbrada de teca del Zambeze, al sud-oest amb la sabana arbrada d'Àfrica austral, al sud amb el salobral del Zambeze, al sud-est amb la selva mosaic costanera de Zanzíbar Sud-Inhambane i la sabana costanera inundada del Zambeze, i a l'est amb el mosaic muntanyenc de selva i prada de Malawi meridional. A més, conté, a la regió fronterera entre Zimbabue i Moçambic, el mosaic muntanyenc de selva i prada de Zimbabwe oriental i, a la frontera entre Moçambic i Malawi, els enclavaments més meridionals del mosaic muntanyenc de selva i prada del Rift meridional.
Es tracta d'un altiplà pla o lleugerament tossalat, esquitxat d'inselbergs, amb una altitud d'entre 1000 i 1500 msnm.
El clima és tropical de sabana, amb tres estacions: una estació seca i càlida entre agost i octubre, una estació humida i càlida entre novembre i març i una estació seca temperada entre abril i agost. Les màximes varien entre 18 i 27 °C, i les mínimes entre 9 i 15 °C. Les precipitacions es concentren en l'estiu, amb una mitjana anual de 600 a 1000 mm.

## Flora
La flora, pobra, està dominada per arbres de la subfamília Caesalpinioideae, sobretot dels gèneres Brachystegia (miombo) i Julbernardia. Predominen les espècies Brachystegia spiciformis i Julbernardia globiflora. Altres espècies comunes són el masuku (Uapaca kirkiana), Brachystegia boehmii, Monotes glaber, les proteàcies Faurea saligna i Faurea speciosa, la combretàcia Combretum molle, la mimosoidia Albizia antunesiana, Strychnos spinosa, el taronger de mono (Strychnos cocculoides), el pruner del governador (Flacourtia indica) i la rubiàcia Vangueria infausta. L'herba és escassa.

## Fauna
La diversitat de la fauna de la regió és bastant alta; comparteix moltes espècies amb les ecoregions veïnes: com les sequeres són llargues i els incendis freqüents, moltes espècies han de fer llargs desplaçaments per trobar menjar, aigua o refugi.
La densitat de mamífers és baixa. Entre les espècies presents, destaquen tres espècies amenaçades: el rinoceront negre (Diceros bicornis, l'elefant (Loxodonta africana) i el rinoceront blanc (Ceratotherium simum).
Ungulats típics d'aquesta ecoregió són l'antílop ruà (Hippotragus equinus), l'antílop sabre (Hippotragus niger), l'alcèlaf de Lichtenstein (Sigmoceros lichtensteinii), el redunca comú (Redunca arundinum), el kudú (Tragelaphus strepsiceros), l'eland (Taurotragus oryx), el búfal cafre (Synerus caffer) i el topi (Damaliscus lunatus).
Entre els carnívors presents a la regió estan el lleó (Panthera leo), el lleopard (Panthera pardus), el guepard (Acinonyx jubatus), la hiena tacada (Crocuta crocuta), el licaó (Lycaon pictus), el caracal (Caracal caracal), el xacal ratllat (Canis adustus) i la mangosta de Selous (Paracynictis selousi).
Tres aus amenaçades habiten en aquesta ecorregió: el voltor del Cap (Gyps coprotheres), el xoriguer petit (Falco naumanni) i el falcó taita (Falco fasciinucha).

## Endemismes
De les gairebé cinc-centes espècies d'aus presents a l'ecorregión, només sis són gairebé endèmiques: l'Agapornis de Lilian (Agapornis lilianae), el zorzal roquer (Pinarornis plumosus), el pícid de Stierling (Dendropicos stierlingi), el barbut de Chaplin (Lybius chaplini), el pinsà de dos punts rosat (Hypargos margaitatus) i el fringíl·lid de pit llimona (Serinus citrinipectus).
Només entre els rèptils hi ha una alta proporció d'endemismes en aquesta ecoregió. Quatre espècies són estrictament endèmiques: la serp Cryptolycus nanus i els llangardaixos Cordylus regius, Platysaurus ocellatus i Platysaurus oshaughnessyi.

## Estat de conservació
Vulnerable. Fora de les àrees protegides queda molt poc ecosistema inalterat, a causa de l'agricultura.
La població humana és elevada, amb les ciutats d'Harare i Lusaka. La densitat de població varia entre 20 i 200 habitants per km².

## Protecció
A Zàmbia, tres parcs nacionals ocupen part d'aquesta ecoregió: el Parc Nacional del Luangwa Septentrional, el Parc Nacional Lukusuzi i el Parc Nacional del Baix Zambeze. Gairebé la totalitat de la resta de l'ecoregió a Zàmbia està protegida en reserves de caça.
A Zimbabwe hi ha un gran nombre de petites àrees protegides:
- Parc Nacional Chizarira
- Àrea de Safari de Chirisa
- Parc Nacional Matusadona
- Àrea de Safari de Mavuradonha
- Parc Nacional Nyanga
- Reserva Botànica de Mazowe
- Parc Recreatiu de Sebakwe
- Parc Recreatiu Robert McLlwaine
- Parc Recreatiu del llac Kyle
- Parc Recreatiu de Ngezi

A Moçambic es troba el Parc Nacional de Gorongosa.